# آمپر سوخت
در مهندسی خودرو و هوافضا، آمپر سوخت یا نشانگر سوخت ابزاری است که برای نشان دادن میزان سوخت در مخزن سوخت استفاده می‌شود. در مهندسی برق، این اصطلاح برای آی سی‌هایی استفاده می‌شود که وضعیت شارژ فعلی باتری‌ها را تعیین می‌کنند.

## وسایل نقلیه موتوری

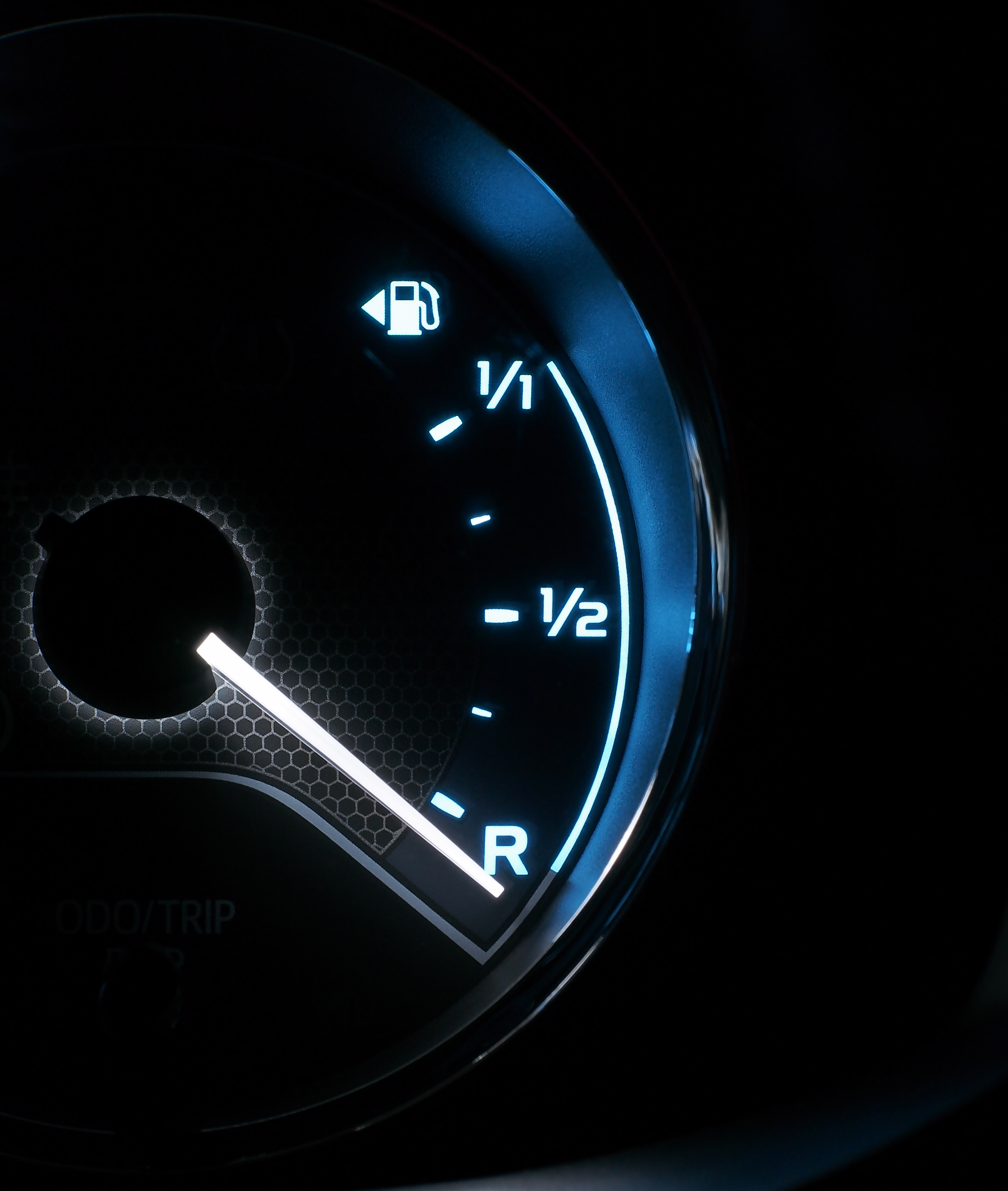
یک نشانگر سوخت آنالوگ در تویوتا کرولا ۲۰۱۶ که دارای یک پیکان مویلان است که نشان دهنده یک پرکننده سوخت در سمت چپ خودرو است.

همان‌طور که در وسایل نقلیه استفاده می‌شود، آمپر سوخت از دو قسمت تشکیل شده‌است:
- واحد ارسال - در مخزن
- نشانگر - روی داشبورد

واحد فرستنده معمولاً از یک شناور متصل به یک پتانسیومتر استفاده می‌کند که معمولاً طراحی جوهر چاپی در خودروهای نوین است. با خالی شدن مخزن، شناور می‌افتد و یک اتصال متحرک در امتداد مقاومت می‌لغزد و مقاومت آن را افزایش می‌دهد. علاوه بر این، هنگامی که مقاومت در یک نقطه خاص باشد، چراغ «کم سوخت» را نیز در برخی خودروها روشن می‌کند.
در همین حال، واحد نشانگر (معمولاً روی داشبورد نصب می‌شود) در حال اندازه‌گیری و نمایش مقدار جریان الکتریکی است که از واحد ارسال عبور می‌کند. هنگامی که سطح مخزن بالا است و حداکثر جریان جاری است، سوزن به "F" اشاره می‌کند که نشان‌دهنده پُربودن مخزن است. هنگامی که مخزن خالی است و کمترین جریان جاری است، سوزن سمت "E" نشان می‌دهد که مخزن خالی را نشان می‌دهد. برخی از خودروها به جای آن از نشانگرهای "۱" (برای پُر) و "۰" یا "R" (برای خالی) استفاده می‌کنند.

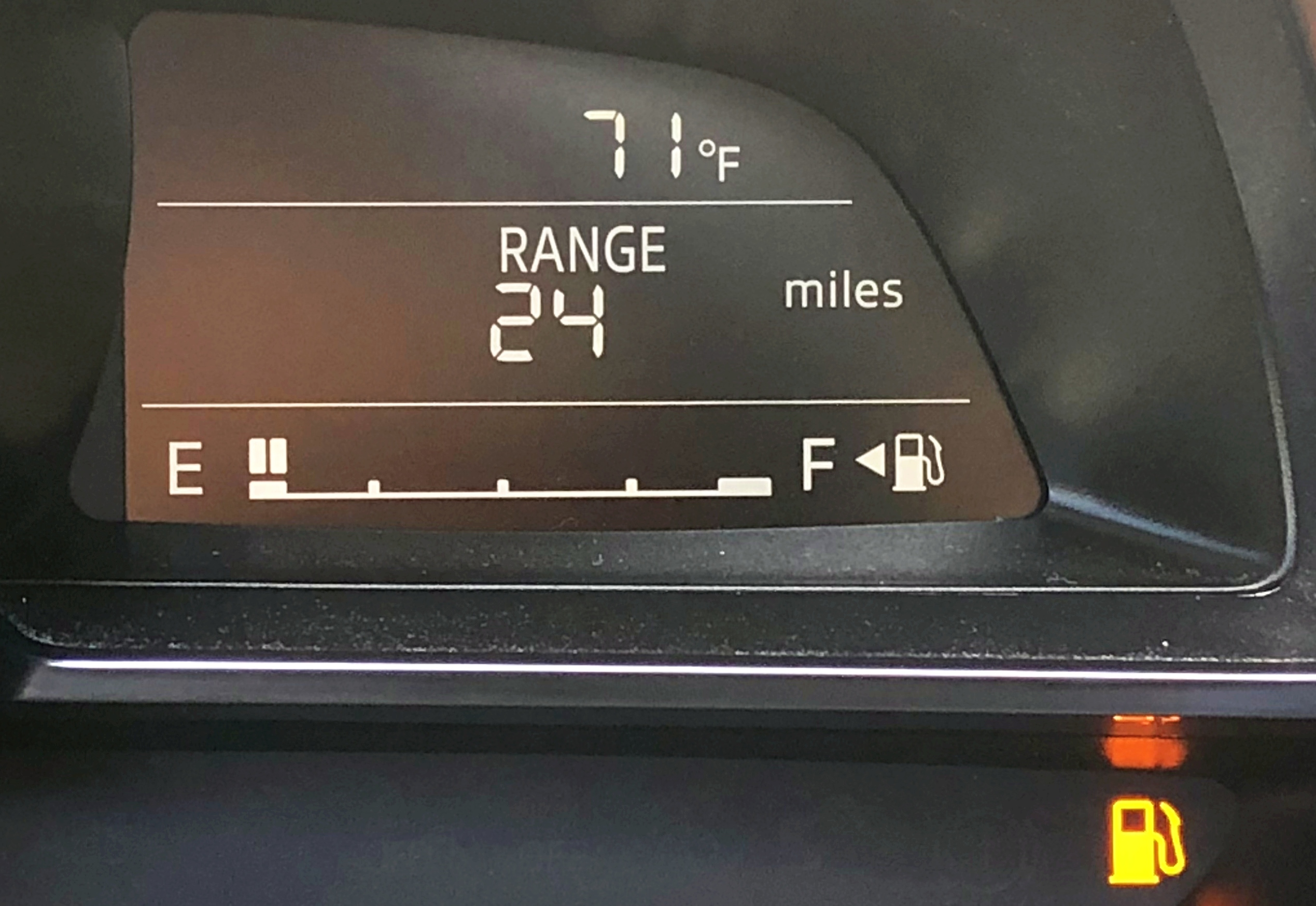
آمپر سوخت دیجیتالی در مزدا ۳ ۲۰۱۸ که باک تقریباً خالی را به همراه فاصله تا خالی نمایشگر نشان می‌دهد.

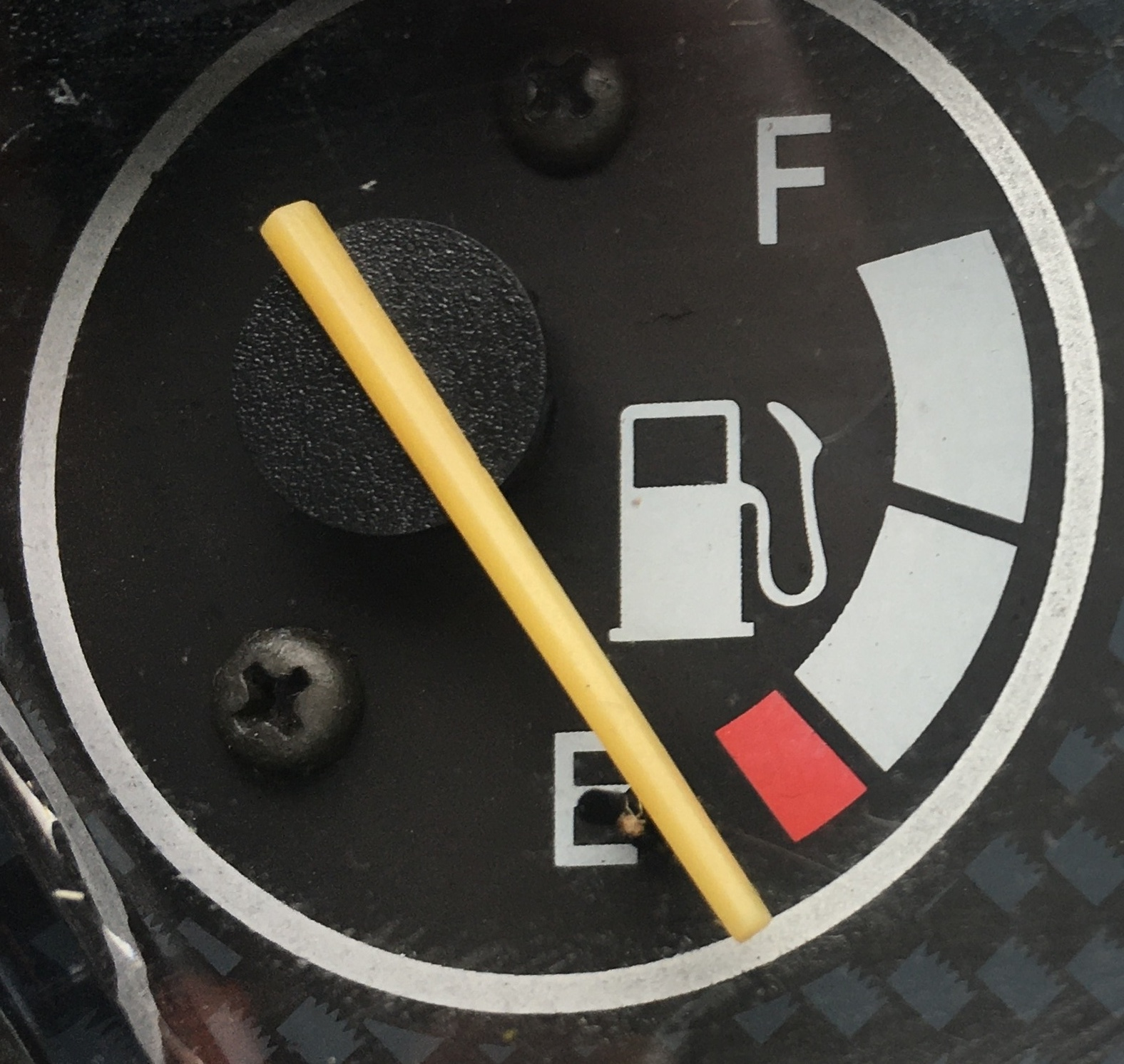
آمپر سوخت به سبک قدیمی معمولی روی یک اسکوتر ۵۰ سی‌سی‌متری ساخت چین از سال ۲۰۰۸، با تصویرنگاشت بین‌المللی پمپ بنزین

### پیکان مویلان
از اوایل دهه ۱۹۹۰، بسیاری از آمپر سوخت‌ها دارای نمادی با پمپ بنزین و یک فلش هستند که نشان‌دهنده سمت وسیله نقلیه است که جایگاه سوخت روی آن قرار دارد. استفاده از این نماد و پیکان در سال ۱۹۸۶ توسط جیم مویلان، طراح شرکت فورد موتور اختراع شد. پس از ارائه این ایده، فورد اسکورت و مرکوری تریسر ۱۹۸۹ اولین خودروهایی بودند که اجرای آن را مشاهده کردند. دیگر شرکت‌های خودروسازی متوجه این اضافه شدند و شروع به استفاده از آن در آمپر سوخت خود کردند.

## آی سی‌های آمپر سوخت
در الکترونیک، آی سی‌های مختلفی در دسترس هستند، که وضعیت شارژ فعلی باتری‌ها را کنترل می‌کنند. به این دستگاه‌ها «سوخت سنج» نیز می‌گویند.

## یادداشت
1. ↑  Erjavec, Jack (2005). Automotive Technology. ISBN 1-4018-4831-1.
2. ↑  "How Fuel Gauges Work". 4 April 2001.
3. ↑  William Harry Crouse; Donald L. Anglin (March 1981). Automotive fuel, lubricating, and cooling systems. Gregg Division, McGraw-Hill. pp. 35–36, 155. ISBN 978-0-07-014862-8.
4. ↑  James E. Duffy (1987). Auto Fuel Systems. Goodheart-Willcox Company. pp. 126–128. ISBN 978-0-87006-623-8.
5. 1 2  Do You Need to Warm Up Your Car? Plus, a Teeny, Glorious Car Hack", Every Little Thing Podcast, October 8, 2018
6. ↑  Jason Torchinsky, The Inventor of the Little Arrow that Tells You What Side the Fuel Filler Is On Has Finally Been Found, Jalopnik.com,
8 October 2018
7. ↑  https://www.ti.com/power-management/battery-management/fuel-gauges/products.html
8. ↑  https://www.maximintegrated.com/en/products/power/battery-management/battery-fuel-gauges.html
9. ↑  "Battery Monitoring - Fuel gauge ICs - STMicroelectronics".